# Пекарскa пећ
Пекарске пећи су уређаји у којима се пече тесто. Зависно од енергената који се користе постоји више врста.

## Зидана пећ
Зидана пећ која се загрева директно ложењем дрва у самој пећници, која се након сагоревања дрва очисти од пепела, те се на тако загрејаном месту пече тесто. Ове пећи се пуне и празне специјалним лопатама.

## Парна пећ
Парна пећ, која је добила назив по воденој пари која циркулише кроз цеви и загрева пећницу. Данас постоје парне пећи са више етажа и оне се широко примењују.
У погонима мањег капацитета користе се коморне пећи које могу бити грађене са једном, две или више комора различите величине. Ове пећи могу бити различитог степена аутоманизованости, па им је и капацитет различит. Да не би дошло до великих губитака топлоте пећ мора бити добро изолована. Пражњење оваквих пећи тј.вађење хлеба из пећи углавном се ради пекарском лопатом. Хлеб се ручно прихвата са лопате и ређа на колица за хлађење.

## Циклотермичка пећ
Циклотермичка пећ која ради на принципу рециркулације топлих гасова, усмерених помоћу вентилатора, у одређене канале за загревање пећнице. Ове пећи имају више етажа.

## Ротациона пећ
Ротациона пећ – ради на принципу ротирања колица са тестом распоређеним по металним платоима смештеним у полице. Предност овог конструкционог решења је једноставно руковање при убацивању теста и вађењу испечених пекарских производа.                           
Пре убацивања хлеба у пећ на командној табли се задају параметри печења теста, количина паре, температура и време печења. Колица са оптимално ферментисаним тестом се угурају у пећ и када се врата затворе, процес печења аутоматски почиње. Димни гасови индиректно загревају ваздух у пећници. Ваздух се помоћу снажног вентилатора тера преко загрејача и теста које се пече. Процес  печења у овим пећима се одвија конвекцијом топлог ваздуха око теста, а не зрачењем топлоте са зидова пећи.
По завршетку печења колица са печеним производима се ваде из пећи и оставе да се хладе.      

## Аутоматска тунелска пећ
Аутоматска тунелска пећ – састоји се из бескрајне траке на коју су постављени комади теста за печење, а на улазу у пећ налазе се аутомати за регулацију влажности тунела.      
Пећ је подељена у више зона у којима су услови печења хлеба различити. Тестани комади прво улазе у зону влажења у коју се преко паровода доводи засићена водена пара која се кроз периферне цеви распоређује по целој зони влажења. Димни гасови који се стварају сагоревањем горива у ложишту се принудном вентилацијом одводе до грејних канала који загревају под и таваницу тунела за печење.
Време печења зависи од температуре димних гасова и брзине кретања траке, односно времена задржавања хлеба у пећи. Брзину траке и температуру треба подешавати тако да на другом крају пећи излази добро печен хлеб.